# قسطا بن لوقا
أبو الصقر إسماعيل بن بلبل قسطا بن لوقا البعلبكي البغدادي وقيل أبو عبيد الله بن يحيى البعلبكي البغدادي المعروف بـقسطا بن لوقا أو قسطوس (القرن الثالث الهجري) هو عالم بالطب والفلك والرياضيات والطبيعة والنبات في العصر الذهبي للإسلام، وهو مسيحي أرثذوكسي، من مدينة بعلبك في عهدها العباسي. ويلقب باليوناني نسبةً إلى أصوله اليونانية (الرومية). وتعلم مع لغته العربية اللغتين اليونانية والسريانية، فترجم كثيرا من الكتب اليونانية، وله تصانيف كثيرة.
ولد في مدينة بعلبك فنسب إليها. اختلف الرواة في تحديد سنة وفاته، على أن القول الأشهر هو سنة 300 هـ، لكن قيل سنة 286 هـ و 310 هـ.
ترجمه ابن النديم في الفهرست وقال أنه كان فصيحا باليونانية، جيد العبارة بالعربية.
من كتبة المطبوعة قديما: كتاب أرن في رفع الأشياء الثقيلة اعتنى بتصحيحه البارون قره دي فو وكتاب الفلاحة الرومية تأليف الحكيم قسطوس بن اسكورا سكينه.
وكان يعاصره من العلماء في بغداد الكندي، و ثابت بن قرة فصاحبهما، وشجعاه على ترجمة الكتب التي جلبها من اليونانية والسريانية إلى العربية، وصفهم صاعد الأندلسي في كتابه طبقات الأمم: «وكانوا ثلاثتهم أعلامًا في مملكة الإسلام بعلم الفلسفة في وقتهم» عمل فترةً في العراق، فطلبه والي إمارة أرمينية العباسي لما سمع عن علمه، فارتحل لها، يقول ابن أبي أصيبعة في كتاب عيون الأنباء في طبقات الأطباء: «ومات هناك فدفن وبني على قبره وأكرم قبره كما أكرم الملوك وشيوخ الشرائع».